# Gran Premio motociclistico d'Austria 2021
Il Gran Premio motociclistico d'Austria 2021 è stato l'undicesima prova su diciotto del motomondiale 2021, disputato il 15 agosto sul Red Bull Ring. Le vittorie nelle quattro classi sono andate rispettivamente a: Brad Binder in MotoGP, Raúl Fernández in Moto2, Sergio García in Moto3 e Lukas Tulovic in MotoE. Per Tulovic si è trattato della prima vittoria nel motomondiale.

## MotoGP
Maverick Viñales viene sospeso dal team Monster Energy Yamaha per motivi disciplinari, a seguito di alcuni comportamenti del pilota spagnolo durante il precedente Gran Premio di Stiria, che secondo Yamaha avrebbe causato volontariamente dei danni alla propria moto. Lorenzo Savadori, dopo aver subito un'operazione a seguito dell'incidente che lo ha coinvolto nel precedente Gran Premio, non prende il via della gara.
Gli ultimi giri della gara si sono svolti in condizioni di pista bagnata, il che ha causato un ribaltamento della classifica che ha visto il sudafricano Brad Binder cogliere il suo secondo successo in classe regina, grazie alla scelta di rimanere in pista con gomme d'asciutto.

### Arrivati al traguardo
| Pos. | Nº | Pilota            | Squadra                     | Motocicletta       | Giri | Tempo     | Griglia | Punti |
| ---- | -- | ----------------- | --------------------------- | ------------------ | ---- | --------- | ------- | ----- |
| 1º   | 33 | Brad Binder       | Red Bull KTM Factory Racing | KTM RC16           | 28   | 40:43.928 | 10º     | 25    |
| 2º   | 63 | Francesco Bagnaia | Ducati Lenovo               | Ducati Desmosedici | 28   | +12.991   | 3º      | 20    |
| 3º   | 89 | Jorge Martín      | Pramac Racing               | Ducati Desmosedici | 28   | +14.570   | 1º      | 16    |
| 4º   | 36 | Joan Mir          | Suzuki Ecstar               | Suzuki GSX-RR      | 28   | +15.623   | 7º      | 13    |
| 5º   | 10 | Luca Marini       | SKY VR46 Esponsorama        | Ducati Desmosedici | 28   | +17.831   | 17º     | 11    |
| 6º   | 27 | Iker Lecuona      | Tech 3 KTM Factory Racing   | KTM RC16           | 28   | +17.952   | 16º     | 10    |
| 7º   | 20 | Fabio Quartararo  | Monster Energy Yamaha       | Yamaha YZR-M1      | 28   | +19.650   | 2º      | 9     |
| 8º   | 46 | Valentino Rossi   | Petronas Yamaha SRT         | Yamaha YZR-M1      | 28   | +20.150   | 18º     | 8     |
| 9º   | 73 | Álex Márquez      | LCR Honda Castrol           | Honda RC213V       | 28   | +20.692   | 14º     | 7     |
| 10º  | 41 | Aleix Espargaró   | Aprilia Racing Team Gresini | Aprilia RS-GP      | 28   | +21.270   | 8º      | 6     |
| 11º  | 43 | Jack Miller       | Ducati Lenovo               | Ducati Desmosedici | 28   | +28.144   | 6º      | 5     |
| 12º  | 9  | Danilo Petrucci   | Tech 3 KTM Factory Racing   | KTM RC16           | 28   | +28.193   | 19º     | 4     |
| 13º  | 30 | Takaaki Nakagami  | LCR Honda Idemitsu          | Honda RC213V       | 28   | +28.603   | 12º     | 3     |
| 14º  | 42 | Álex Rins         | Suzuki Ecstar               | Suzuki GSX-RR      | 28   | +33.642   | 13º     | 2     |
| 15º  | 93 | Marc Márquez      | Repsol Honda                | Honda RC213V       | 28   | +38.459   | 5º      | 1     |
| 16º  | 44 | Pol Espargaró     | Repsol Honda                | Honda RC213V       | 28   | +43.384   | 11º     |       |
| 17º  | 35 | Cal Crutchlow     | Petronas Yamaha SRT         | Yamaha YZR-M1      | 28   | +55.950   | 20º     |       |

### Ritirati
| Nº | Pilota          | Squadra                     | Motocicletta       | Giri | Griglia |
| -- | --------------- | --------------------------- | ------------------ | ---- | ------- |
| 88 | Miguel Oliveira | Red Bull KTM Factory Racing | KTM RC16           | 22   | 9º      |
| 5  | Johann Zarco    | Pramac Racing               | Ducati Desmosedici | 18   | 4º      |
| 23 | Enea Bastianini | Esponsorama Racing          | Ducati Desmosedici | 6    | 15º     |

## Moto2
Lorenzo Baldassarri, a causa di alcuni strascichi di un infortunio occorsogli durante le prove del Gran Premio di Germania, non prende parte alla gara.

### Arrivati al traguardo
| Pos. | Nº | Pilota                | Squadra                        | Motocicletta | Giri | Tempo     | Griglia | Punti |
| ---- | -- | --------------------- | ------------------------------ | ------------ | ---- | --------- | ------- | ----- |
| 1º   | 25 | Raúl Fernández        | Red Bull KTM Ajo               | Kalex        | 25   | 37'19.890 | 2º      | 25    |
| 2º   | 79 | Ai Ogura              | Idemitsu Honda Team Asia       | Kalex        | 25   | +0.845    | 3º      | 20    |
| 3º   | 37 | Augusto Fernández     | Elf Marc VDS Racing            | Kalex        | 25   | +2.747    | 4º      | 16    |
| 4º   | 22 | Sam Lowes             | Elf Marc VDS Racing            | Kalex        | 25   | +4.412    | 1º      | 13    |
| 5º   | 35 | Somkiat Chantra       | Idemitsu Honda Team Asia       | Kalex        | 25   | +8.850    | 7º      | 11    |
| 6º   | 13 | Celestino Vietti      | SKY Racing Team VR46           | Kalex        | 25   | +8.782    | 8º      | 10    |
| 7º   | 87 | Remy Gardner          | Red Bull KTM Ajo               | Kalex        | 25   | +13.657   | 5º      | 9     |
| 8º   | 44 | Arón Canet            | Aspar Team                     | Boscoscuro   | 25   | +16.499   | 6º      | 8     |
| 9º   | 12 | Thomas Lüthi          | Pertamina Mandalika SAG        | Kalex        | 25   | +17.108   | 10º     | 7     |
| 10º  | 72 | Marco Bezzecchi       | SKY Racing Team VR46           | Kalex        | 25   | +19.588   | 16º     | 6     |
| 11º  | 96 | Jake Dixon            | Petronas Sprinta Racing        | Kalex        | 25   | +21.283   | 13º     | 5     |
| 12º  | 21 | Fabio Di Giannantonio | Federal Oil Gresini            | Kalex        | 25   | +21.703   | 15º     | 4     |
| 13º  | 14 | Tony Arbolino         | Liqui Moly Intact GP           | Kalex        | 25   | +21.866   | 23º     | 3     |
| 14º  | 97 | Xavi Vierge           | Petronas Sprinta Racing        | Kalex        | 25   | +27.146   | 20º     | 2     |
| 15º  | 40 | Héctor Garzó          | Flexbox HP40                   | Kalex        | 25   | +29.128   | 22º     | 1     |
| 16º  | 16 | Joe Roberts           | Italtrans Racing               | Kalex        | 25   | +33.058   | 21º     |       |
| 17º  | 64 | Bo Bendsneyder        | Pertamina Mandalika SAG        | Kalex        | 25   | +38.235   | 26º     |       |
| 18º  | 55 | Hafizh Syahrin        | NTS RW Racing GP               | NTS          | 25   | +38.357   | 24º     |       |
| 19º  | 24 | Simone Corsi          | MV Agusta Forward Racing       | MV Agusta F2 | 25   | +38.643   | 27º     |       |
| 20º  | 6  | Cameron Beaubier      | American Racing                | Kalex        | 25   | +44.344   | 25º     |       |
| 21º  | 29 | Taiga Hada            | Pertamina Mandalika SAG Teluru | Kalex        | 25   | +46.490   | 31º     |       |
| 22º  | 11 | Nicolò Bulega         | Federal Oil Gresini            | Kalex        | 25   | +47.560   | 18º     |       |
| 23º  | 23 | Marcel Schrötter      | Liqui Moly Intact GP           | Kalex        | 25   | +1'05.584 | 11º     |       |
| 24º  | 62 | Stefano Manzi         | Flexbox HP40                   | Kalex        | 25   | +1'09.436 | 17º     |       |

### Ritirati
| Nº | Pilota              | Squadra           | Motocicletta | Giri | Griglia |
| -- | ------------------- | ----------------- | ------------ | ---- | ------- |
| 5  | Yari Montella       | Lightech Speed Up | Boscoscuro   | 15   | 28º     |
| 42 | Marcos Ramírez      | American Racing   | Kalex        | 13   | 12º     |
| 70 | Barry Baltus        | NTS RW Racing GP  | NTS          | 10   | 30º     |
| 19 | Lorenzo Dalla Porta | Italtrans Racing  | Kalex        | 5    | 9º      |
| 75 | Albert Arenas       | Aspar Team        | Boscoscuro   | 1    | 19º     |
| 9  | Jorge Navarro       | Lightech Speed Up | Boscoscuro   | 0    | 14º     |

### Non partito
| Nº | Pilota              | Squadra                  | Motocicletta | Griglia |
| -- | ------------------- | ------------------------ | ------------ | ------- |
| 7  | Lorenzo Baldassarri | MV Agusta Forward Racing | MV Agusta F2 | 29º     |

## Moto3
Ryusei Yamanaka non prende parte alla gara per via di un incidente avvenuto con Gabriel Rodrigo durante le qualifiche. Il pilota argentino, responsabile dell'incidente, viene punito con la partenza dalla pitlane e con un giro "long lap" da effettuare in gara. Elia Bartolini sostituisce l'infortunato Niccolò Antonelli nel team Avintia Esponsorama.

### Arrivati al traguardo
| Pos. | Nº | Pilota             | Squadra                     | Motocicletta  | Giri | Tempo     | Griglia | Punti |
| ---- | -- | ------------------ | --------------------------- | ------------- | ---- | --------- | ------- | ----- |
| 1º   | 11 | Sergio García      | Santander Consumer GasGas   | Gas Gas       | 23   | 37'10.345 | 13º     | 25    |
| 2º   | 53 | Deniz Öncü         | Red Bull KTM Tech 3         | KTM RC 250 GP | 23   | +0.027    | 5º      | 20    |
| 3º   | 7  | Dennis Foggia      | Leopard Racing              | Honda NSF250R | 23   | +0.346    | 8º      | 16    |
| 4º   | 37 | Pedro Acosta       | Red Bull KTM Ajo            | KTM RC 250 GP | 23   | +0.394    | 7º      | 13    |
| 5º   | 55 | Romano Fenati      | Sterilgarda Max Racing Team | Husqvarna     | 23   | +0.462    | 1º      | 11    |
| 6º   | 5  | Jaume Masiá        | Red Bull KTM Ajo            | KTM RC 250 GP | 23   | +0.794    | 4º      | 10    |
| 7º   | 17 | John McPhee        | Petronas Sprinta Racing     | Honda NSF250R | 23   | +1.331    | 14º     | 9     |
| 8º   | 28 | Izan Guevara       | Santander Consumer GasGas   | Gas Gas       | 23   | +1.440    | 10º     | 8     |
| 9º   | 40 | Darryn Binder      | Petronas Sprinta Racing     | Honda NSF250R | 23   | +2.399    | 17º     | 7     |
| 10º  | 27 | Kaito Toba         | CIP Green Power             | KTM RC 250 GP | 23   | +6.135    | 12º     | 6     |
| 11º  | 24 | Tatsuki Suzuki     | SIC58 Squadra Corse         | Honda NSF250R | 22   | +6.602    | 2º      | 5     |
| 12º  | 12 | Filip Salač        | CarXpert PrüstelGP          | KTM RC 250 GP | 23   | +14.716   | 16º     | 4     |
| 13º  | 82 | Stefano Nepa       | BOE Owlride                 | KTM RC 250 GP | 22   | +14.920   | 9º      | 3     |
| 14º  | 52 | Jeremy Alcoba      | Indonesian Racing Gresini   | Honda NSF250R | 23   | +21.668   | 3º      | 2     |
| 15º  | 19 | Andi Farid Izdihar | Honda Team Asia             | Honda NSF250R | 23   | +21.976   | 24º     | 1     |
| 16º  | 99 | Carlos Tatay       | Avintia Esponsorama         | KTM RC 250 GP | 23   | +22.147   | 15º     |       |
| 17º  | 20 | Lorenzo Fellon     | SIC58 Squadra Corse         | Honda NSF250R | 23   | +22.161   | 22º     |       |
| 18º  | 92 | Yuki Kunii         | Honda Team Asia             | Honda NSF250R | 22   | +22.198   | 19º     |       |
| 19º  | 54 | Riccardo Rossi     | BOE Owlride                 | KTM RC 250 GP | 23   | +22.363   | 11º     |       |
| 20º  | 2  | Gabriel Rodrigo    | Indonesian Racing Gresini   | Honda NSF250R | 23   | +24.454   | [ 4 ]   |       |
| 21º  | 38 | David Salvador     | Rivacold Snipers            | Honda NSF250R | 23   | +24.706   | 18º     |       |
| 22º  | 73 | Maximilian Kofler  | CIP Green Power             | KTM RC 250 GP | 23   | +25.129   | 23º     |       |
| 23º  | 22 | Elia Bartolini     | Avintia VR46                | KTM RC 250 GP | 23   | +34.520   | 25º     |       |

### Ritirati
| Nº | Pilota           | Squadra                     | Motocicletta  | Giri | Griglia |
| -- | ---------------- | --------------------------- | ------------- | ---- | ------- |
| 31 | Adrián Fernández | Sterilgarda Max Racing Team | Husqvarna     | 11   | 21º     |
| 71 | Ayumu Sasaki     | Red Bull KTM Tech 3         | KTM RC 250 GP | 5    | 6º      |
| 16 | Andrea Migno     | Rivacold Snipers            | Honda NSF250R | 0    | 20º     |

## MotoE
Stefano Valtulini sostituisce Mattia Casadei, risultato positivo al SARS-CoV-2.

### Arrivati al traguardo
| Pos. | Nº | Pilota             | Squadra                     | Giri | Tempo     | Griglia | Punti |
| ---- | -- | ------------------ | --------------------------- | ---- | --------- | ------- | ----- |
| 1º   | 3  | Lukas Tulovic      | Tech 3 E-Racing             | 5    | 8'06.619  | 2º      | 25    |
| 2º   | 51 | Eric Granado       | One Energy Racing           | 5    | +0.839    | 13º     | 20    |
| 3º   | 77 | Dominique Aegerter | Dynavolt Intact GP          | 5    | +1.145    | 8º      | 16    |
| 4º   | 54 | Fermín Aldeguer    | OpenBank Aspar              | 5    | +1.163    | 1º      | 13    |
| 5º   | 78 | Hikari Ōkubo       | Avant Ajo                   | 5    | +1.892    | 4º      | 11    |
| 6º   | 61 | Alessandro Zaccone | Octo Pramac                 | 5    | +2.371    | 5º      | 10    |
| 7º   | 40 | Jordi Torres       | HP Pons 40                  | 5    | +2.424    | 7º      | 9     |
| 8º   | 11 | Matteo Ferrari     | Indonesian E-Racing Gresini | 5    | +4.805    | 3º      | 8     |
| 9º   | 21 | Kevin Zannoni      | LCR E-Team                  | 5    | +5.199    | 11º     | 7     |
| 10º  | 15 | Yonny Hernández    | Octo Pramac                 | 5    | +5.510    | 9º      | 6     |
| 11º  | 9  | Andrea Mantovani   | Indonesian E-Racing Gresini | 5    | +7.068    | 15º     | 5     |
| 12º  | 71 | Miquel Pons        | LCR E-Team                  | 5    | +8.296    | 10º     | 4     |
| 13º  | 19 | Corentin Perolari  | Tech 3 E-Racing             | 5    | +11.430   | 12º     | 3     |
| 14º  | 80 | Jasper Iwema       | HP Pons 40                  | 5    | +12.233   | 16º     | 2     |
| 15º  | 43 | Stefano Valtulini  | Ongetta SIC58 Squadracorse  | 5    | +14.950   | 17º     | 1     |
| 16º  | 14 | André Pires        | Avintia Esponsorama Racing  | 5    | +15.561   | 18º     |       |
| 17º  | 6  | María Herrera      | OpenBank Aspar              | 5    | +20.214   | 14º     |       |
| 18º  | 18 | Xavier Cardelús    | Avintia Esponsorama Racing  | 5    | +1'24.945 | 6º      |       |